# Faulborn (Odenbach)
Der Faulborn ist ein knapp einen Kilometer langer linker Zufluss des Odenbaches im
rheinland-pfälzischen Landkreis Kaiserslautern auf dem Gebiet der zur Verbandsgemeinde Otterbach-Otterberg gehörenden Ortsgemeinden Schallodenbach und Niederkirchen.

## Verlauf
Der Faulborn entspringt im Naturraum Untere Lauterhöhen des Nordpfälzer Berglandes in der Flur Altwiesen auf einer Höhe von 313 m ü. NHN  gut eineinhalb Kilometer westlich von Schallodenbach und etwa ein viertel Kilometer östlich des Staatsforstes Tierwald Ottenberg in dem schutzwürdigen Biotop Wiesentälchen O Tier-Wald bei Schallodenbach.
Der Bach fließt zunächst knapp hundert Meter in Richtung Ostnordosten durch Äcker und markiert dann die Grenze zwischen der Ortsgemeinde Schallodenbach im Süden und dem zur Ortsgemeinde Niederkirchen gehörenden Ortsteil Wörsbach im Norden. Nördlich der Grenze liegt dort die Flur Altwiesen und südlich die Flur Im Faulborn.
In der Flur Sauwoog schlägt das Bächlein kurz einen Haken nach rechts, läuft dann knapp hundert Meter nordostwärts durch Grünland und passiert danach die Gemeindegrenze nach Niederkirchen. Etwas bachabwärts bildet er einen kleinen stark mit Büschen und Bäumen gesäumten Fischteich, wechselt dann wieder auf das Gebiet der Gemeinde Schallodenbach und speist dort den auf einer Höhe von 297,2 m liegenden und etwa 0,3 ha großen Wörsweiher, welchen er in Richtung Nordnordosten verlässt.
Knapp 50 Meter später unterquert der Faulborn in Richtung Nordosten noch die Landesstraße 382, läuft dann, nun wieder auf dem Gebiet der Gemarkung Wörsbach, durch das Grünland der Flur Bruchfelder Wiesen und mündet schließlich auf einer Höhe von 292 m knapp einen Kilometer nordwestlich von Schallodenbach und in dessen Gemarkung von links in den aus dem Südsüdosten kommenden Odenbach.
Der Faulborn mündet nach etwas unter 1,0 km langem Lauf mit mittlerem Sohlgefälle von etwa 22 ‰ rund 21 Höhenmeter unterhalb seiner Quelle.